# Verrucobunus
Verrucobunus is een geslacht van hooiwagens uit de familie Sclerosomatidae.
De wetenschappelijke naam Verrucobunus is voor het eerst geldig gepubliceerd door Roewer in 1931. 

## Soorten
Verrucobunus omvat de volgende 3 soorten:
- Verrucobunus boninensis
- Verrucobunus similis
- Verrucobunus trispinosus